# Alsleben (Saale)

Alsleben este un oraș din districtul Salzlandkreis, în Saxonia-Anhalt, Germania. Este situat pe Râul Saale, în sudul orașului Bernburg. Este parte a comunității administrative ("Verwaltungsgemeinschaft") Saale-Wipper.